# Uesslingen-Buch
Uesslingen-Buch is een gemeente en plaats in het Zwitserse kanton Thurgau, en maakt deel uit van het district Frauenfeld.
Uesslingen-Buch telt 1033 inwoners.